# Муж
Муж (супру́г) — мужчина вообще, женатый мужчина, свободный мужчина (то есть не раб, а даже знатный — социальное старшинство), взрослый, полноправный человек (в отличие от мальчика, парня — «возрастное» старшинство, словом уменьш. «мужи́к» первоначально обозначали людей, более низких в правовом отношении, как несовершеннолетних), деятель на каком-нибудь общественном поприще.

## Происхождение понятия
Праславянское слово *mǫžь («муж») несомненно родственно др.-инд. mánuṣ (mánu-, mánuṣ-) м. «человек, муж», авест. manuš-, гот. manna, др.-исл. maðr, мн. menn, сюда же лат.-нем. Мannus — имя прародителя германцев (Тацит), фриг. Μάνης — родоначальник фригийцев. Исходное *mangj- > «муж» после изменения an > o > у и gj > ж; первоначальное — «взрослый мужчина» < «понимающий, учёный», ср. «возмужать». Выражение «му́жеский, мужско́й род» представляет собой кальку в цслав. грамматике из греч. γένος ἀρσενικόν.

## Значения

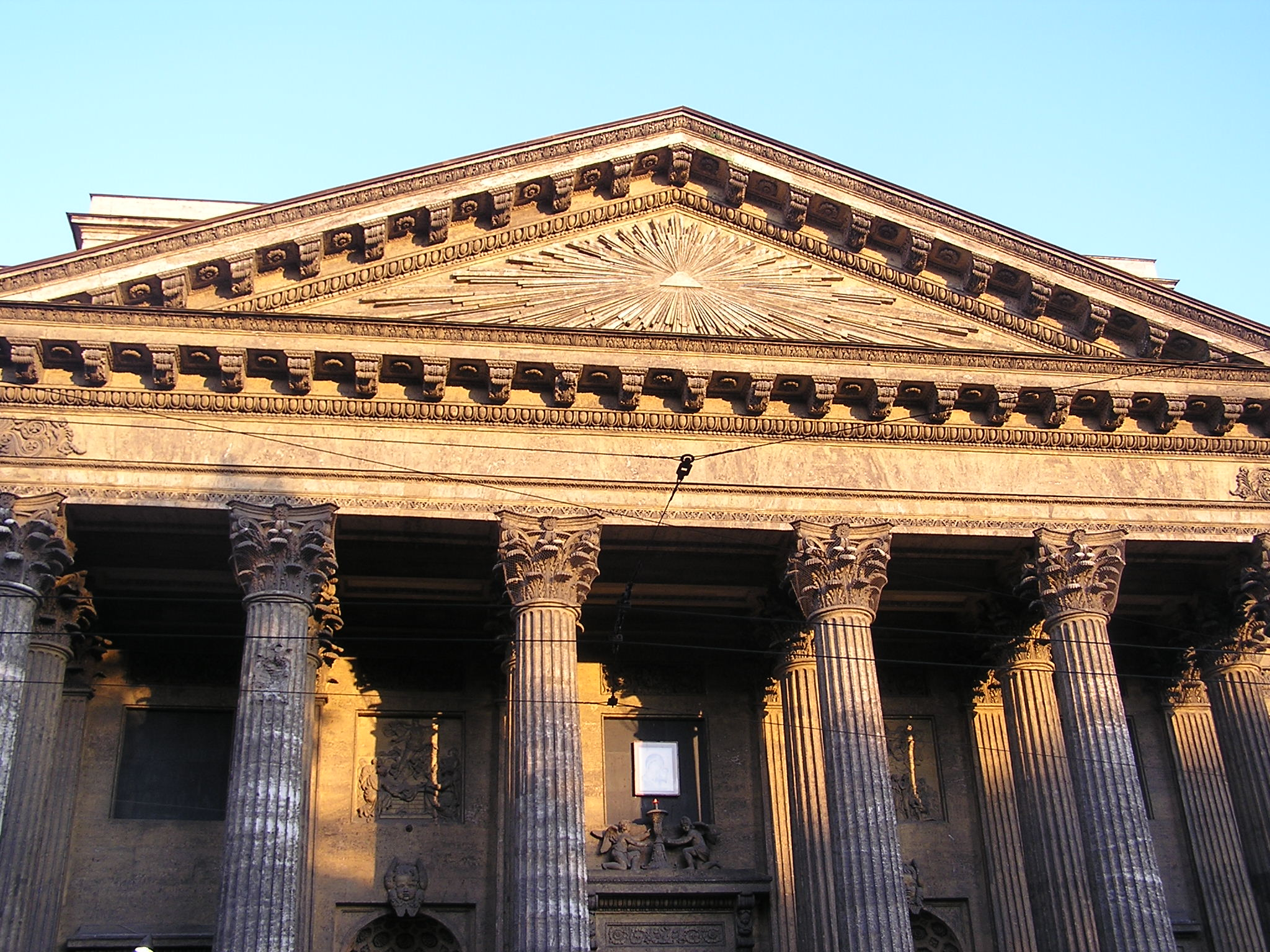
Сияющая пирамида на главном портике Казанского собора в Санкт-Петербурге

В Новом Завете описано пирамидальное подчинение в Церкви (Бог > Христос > муж > жена):

Хочу также, чтобы вы знали, что всякому
мужу глава — Христос,
жене глава — муж,
а Христу глава — Бог.
— 1Кор. 11:3
Мужи́ апостольские — (в западной терминологии Апостольские Отцы), раннехристианские писатели I—II веков. Их творения являются звеном, связующим эпоху апостолов со святоотеческим периодом.

Блажен муж, иже не иде на совет нечестивых и на пути грешных не ста.
— Пс. 1:1
В современном литературном языке «муж» (не в значении «супруг») окрашено высоким стилем, проявляется как поэтизм:

Наконец я слышу речь не мальчика, но мужа.
— А. С. Пушкин
Муж (супру́г) — мужчина по отношению к женщине, состоящей с ним в браке, то есть к жене. Множественное мужья́ (супру́ги).

## История
В начале VII века до нашей эры древнегреческий поэт Гесиод писал, что мужчина должен жениться, то есть становиться мужем, когда ему не меньше и не сильно больше, чем 30 лет от роду.
Имеется также понятие фактический муж — мужчина по отношению к женщине, с которой он проживает, совместно ведёт хозяйство и/или даже растит детей, но который не зарегистрировал официально свои отношения с ней путём бракосочетания, по-русски блуд. Для таких отношений терминологически верно использовать понятие «сожительство», однако ввиду неблагозвучности такие отношения (незарегистрированный брак) в быту ошибочно называются «гражданским браком». Следует помнить, что в семейном праве «гражданским» называется брак, заключённый в светских органах власти (в противоположность церковному браку, заключённому в церкви). В РФ гражданский брак регистрируется в органах ЗАГСа.
В некоторых государствах и странах, например, в Канаде, Испании, Бельгии, Нидерландах, Португалии, ЮАР, Швеции, Норвегии, Исландии и Аргентине законодательство признаёт также однополые браки. В этих государствах и странах термин «муж» может употребляться по отношению к каждому из супругов.